# Референтна връзка на Брокау
Референтна връзка на Брокау е референтна верига за напрежение, широко използвана в интегрални схеми, с изходно напрежение около 1,25 V с ниска температура.
Тази референтна връзка е съставена от два вътрешни източника на ток, с положителен и отрицателен температурен коефициент. В референтната лента на Брокау веригата използва отрицателна обратна връзка (с помощта на операционен усилвател), за да форсира постоянен ток през два биполярни транзистора с различни емитерни зони. По модела на транзистор Еберс-Мол. Първата реализирана схема с подобна обратна връзка е AD580 през 1974 година. В показаната примерна схема, операционния усилвател гарантира, че нейните инвертиращи и неинвертиращи входове са на едно и също напрежение. Това означава, че токовете протичащи във всеки колекторни резистори са идентични, така че и колекторните токове на транзисторите Q1 и Q2 също са идентични. Ако Q2 има площ на емитер, която е N пъти по-голяма от Q1, напрежението на базовия емитер ще бъде по-ниско от това на Q1 с магнитуд kT / q * ln (N). Това напрежение се генерира в R2 и така определя тока I във всеки крак като kT / q * ln (N) / R2. Следователно изходното напрежение (на изхода opamp) е VBE (Q1) + 2 * I * R1, или VBE (Q1) + 2 * kT / q * ln (N) * R1 / R2.